# Hockey su ghiaccio ai IX Giochi asiatici invernali - Torneo maschile
Il torneo di hockey su ghiaccio maschile si è svolto dal 3 al 14 febbraio 2025 alla Harbin Ice Hockey Arena e al Harbin Sport University di Harbin, in Cina.

## Qualificazioni
Si sono qualificate le migliori 12 nazioni del ranking IHHF. India e Macau sono state aggiunte in un secondo momemento, inviitate come wild card. Il Bahrain si è ritirato dalle competizioni, venendo sostituito dagli Emirati Arabi Uniti.
| Evento             | Data        | Quote | Qualificati |
| ------------------ | ----------- | ----- | --- |
| IIHF World Ranking | Maggio 2024 | 12    | Kazakistan Corea del Sud Giappone Cina Emirati Arabi Uniti Taipei cinese Thailandia Kirghizistan Turkmenistan Hong Kong Singapore Kuwait |
| Wild card          | N.D.        | 3     | Bahrein India Macao |
| Totale             |             | 14    | |

## Gironi

### Gruppo A
| Pos | Squadra       | G | V | VS | PS | P | GF | GS | DG  | Pt | Qualificazione   |
| --- | ------------- | - | - | -- | -- | - | -- | -- | --- | -- | ---------------- |
| 1   | Kazakistan    | 5 | 5 | 0  | 0  | 0 | 41 | 3  | +38 | 15 | Quarti di finale |
| 2   | Corea del Sud | 5 | 3 | 1  | 0  | 1 | 36 | 10 | +26 | 11 | Quarti di finale |
| 3   | Giappone      | 5 | 3 | 0  | 0  | 2 | 28 | 11 | +17 | 9  | Quarti di finale |
| 4   | Cina          | 5 | 2 | 0  | 1  | 2 | 20 | 14 | +6  | 7  | Quarti di finale |
| 5   | Taipei cinese | 5 | 1 | 0  | 0  | 4 | 4  | 52 | −48 | 3  | Quarti di finale |
| 6   | Thailandia    | 5 | 0 | 0  | 0  | 5 | 2  | 41 | −39 | 0  | Quarti di finale |

### Gruppo B
| Pos | Squadra      | G | V | VS | PS | P | GF | GS | DG  | Pt | Qualificazione   |
| --- | ------------ | - | - | -- | -- | - | -- | -- | --- | -- | ---------------- |
| 1   | Kirghizistan | 3 | 2 | 1  | 0  | 0 | 49 | 10 | +39 | 8  | Quarti di finale |
| 2   | Kuwait       | 3 | 2 | 0  | 1  | 0 | 52 | 12 | +40 | 7  |                  |
| 3   | Singapore    | 3 | 1 | 0  | 0  | 2 | 25 | 22 | +3  | 3  |                  |
| 4   | Bahrein      | 3 | 0 | 0  | 0  | 3 | 1  | 83 | −82 | 0  |                  |

### Gruppo C
| Pos | Squadra      | G | V | VS | PS | P | GF | GS | DG  | Pt | Qualificazione   |
| --- | ------------ | - | - | -- | -- | - | -- | -- | --- | -- | ---------------- |
| 1   | Hong Kong    | 3 | 3 | 0  | 0  | 0 | 61 | 2  | +59 | 9  | Quarti di finale |
| 2   | Turkmenistan | 3 | 2 | 0  | 0  | 1 | 46 | 6  | +40 | 6  |                  |
| 3   | India        | 2 | 0 | 0  | 0  | 2 | 1  | 49 | −48 | 0  |                  |
| 4   | Macao        | 2 | 0 | 0  | 0  | 2 | 1  | 52 | −51 | 0  |                  |

### Semifinali
| Harbin 13 febbraio 2025, ore 10:00 UTC+8 | Kazakistan | 3 – 1 (0-0; 2-0; 1-1) referto | Cina | Harbin Ice Hockey Arena (3.144 spett.) |

| Harbin 13 febbraio 2025, ore 14:00 UTC+8 | Corea del Sud | 3 – 4 (d.t.s.) (2-1; 1-1; 0-1; 0-0; 0-1) referto | Giappone | Harbin Ice Hockey Arena (2.582 spett.) |

### Finale 3º posto
| Harbin 14 febbraio 2025, ore 10:00 UTC+8 | Corea del Sud | 5 – 2 (0-1; 3-0; 2-1) referto | Cina | Harbin Ice Hockey Arena (3.035 spett.) |

### Finale
| Harbin 14 febbraio 2025, ore 14:00 UTC+8 | Kazakistan | 5 – 0 (1-0; 2-0; 2-0) referto | Giappone | Harbin Ice Hockey Arena (2.952 spett.) |